# مرقد عبد الله أئينة ورزان
مرقد عبد الله أئينة ورزان (بالفارسية: امامزاده عبدالله آئینه ورزان) هو مرقد شيعي تاريخي يعود إلى القرن الثامن الهجري، ويقع في أئينة ورزان.